# Thomas L. Bailey
Thomas Lowry Bailey, född 6 januari 1888 i Webster County, Mississippi, död 2 november 1946 i Jackson, Mississippi, var en amerikansk demokratisk politiker. Han var Mississippis guvernör från 1944 fram till sin död.
Bailey studerade vid Millsaps College. I några år arbetade han som lärare och efter att ha avlagt juristexamen öppnade han sin advokatpraktik i Meridian. Han var ledamot av Mississippis representanthus 1916–1940.
Bailey efterträdde 1944 Dennis Murphree som Mississippis guvernör och avled 1946 i ämbetet. Guvernör Bailey gravsattes i Meridian.